# Podorašje
Podorašje es un pueblo en el municipio de Srebrenik, Bosnia y Herzegovina.

## Demografía
Según el censo de 2013, su población era de 982.
| 475        | 761 | 870 | 1191 | 982 |
| (Fuente: ) |     |     |      |     |